# Vercetti Regular (písmo)

Vercetti Regular - vzorek písma

Vercetti Regular, někdy označované jako Vercetti, je bezpatkové písmo (freeware). Může být použit pro komerční i osobní projekty. Byl zpřístupněn v roce 2022 pod softwarovou licencí Licence Amicale, která umožňuje lidem sdílet soubory s písmem se svými přáteli a kolegy.
Vercetti Regular (IPA /vərˈʧɛti ˈrɛɡjʊlər/) se inspiroval humanistickými a geometrickými designovými prvky.  Při tvorbě Vercetti použili designéři principy z dřívějšího open source písma s názvem MgOpen Moderna. 
Písmo obsahuje 326 glyfů, včetně čísel, symbolů, interpunkčních znamének a diakritických znamének. To znamená, že může být použit pro všechny jazyky v Evropě, které používají latinku. Typ písma je optimalizován pro použití na webdesignu. K dispozici ke stažení ve formátech souborů: OTF, TTF, WOFF, WOFF2.